# Silveira jordani
Silveira jordani là một loài côn trùng trong họ Psychopsidae thuộc bộ Neuroptera. Loài này được Kimmins miêu tả năm 1939.